# Banjar Toba
Banjar Toba is een bestuurslaag in het regentschap Dairi van de provincie Noord-Sumatra, Indonesië. Banjar Toba telt 491 inwoners (volkstelling 2010).